# 大仏橋

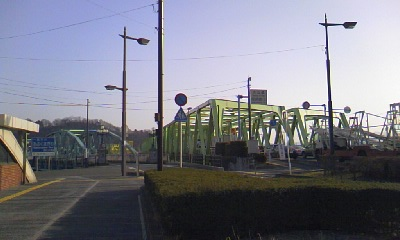
大仏橋（右側）。左に松齢橋

大仏橋（おさらぎばし）は、福島県福島市の阿武隈川に架かる国道4号福島南バイパス（国道115号重複）道路橋である。

## 概要
- 全長 - 218.3 m
  - 主径間 - 98.5 m
- 幅員 - 11.3 m×2
- 形式 - 3径間連続鋼下路式平行弦ワーレントラス橋
- 竣工 - 1972年（下り線）、1973年（上り線）[1]
- 施工 - 宮地鐵工所[2]

福島市街地中心部を流れる一級河川阿武隈川に架かり、南詰は渡利字舟場、北詰は杉妻町に位置する。北詰は松齢橋を渡る福島県道308号山口渡利線が上り線から分岐する県道終点となっており、また国道13号起点である舟場町交差点がある。南詰は架道橋により福島県道309号岡部渡利線と立体交差するが相互接続は行えない。薄緑色に塗装された鋼製トラス橋であり、桁は薄緑色に塗装されている。橋名は「福島城の別名、大仏城（だいぶつじょう）にちなむ。「おさらぎ」城の呼び名が福島で一般的になったことから「おさらぎばし」と名づけられた。バイパス建設当初は福島大橋と名付けられていた。
旧来の国道4号を通していた信夫橋周辺の渋滞解消と、隣接している松齢橋の交通量増加に対応するため、国道4号福島南バイパス建設に伴い架橋された。当初は1973年春の開通予定であったが、年末年始の交通量の増大に対応すべく、1972年（昭和47年）12月に現在の下り線の橋を利用して対面通行で暫定的に開通させた。その後、1975年（昭和50年）に上り線の橋が開通した。開通後はしばらく片側2車線の状態であったが、舟場町交差点の混雑解消のため、下り線の橋の歩道を撤去し、国道13号山形方面に向かう車線を追加した。そのため、下り線側には1992年（平成4年）に大仏歩道橋が別に架けられた。現在は上り線は2車線、下り線は3車線で運用されている。2011年3月11日に発生した東北地方太平洋沖地震により被災し、トラス下弦部に座屈と亀裂が発生しているのが点検により発見された。余震による落橋を防止するために活荷重低減の低減を図り1車線分の通行を規制する暫定的措置が取られた。
当橋梁と松齢橋の2つのトラス橋が隣接して架設されるという特徴的な構造から、福島市中心部のランドマークの一つとなっており、北詰の両側には福島県庁裏の河川敷に整備された隈畔と呼ばれる親水公園に至る遊歩道が整備されている。

## 周辺
- 福島県警察本部（旧福島県庁東分庁舎。旧々福島県立医科大学）
- 福島県庁舟場町分庁舎
- 福島県庁本庁舎

## 隣の橋
- 阿武隈川

（上流） - 弁天橋 - 天神橋 - 大仏橋 - 松齢橋 - 渡利大橋 - （下流）